# Bining
Bining là một xã trong vùng Grand Est, thuộc tỉnh Moselle, quận Sarreguemines, tổng Rohrbach. Tọa độ địa lý của xã là 49° 02' vĩ độ bắc, 07° 15' kinh độ đông. Bining nằm trên độ cao trung bình là 310 mét trên mực nước biển, có điểm thấp nhất là 248 mét và điểm cao nhất là 379 mét. Xã có diện tích 15,91 km², dân số vào thời điểm 1999 là 1172 người; mật độ dân số là 72 người/km².

## Thông tin nhân khẩu
| 1817 | 1962 | 1968 | 1975 | 1982 | 1990 | 1999 | 2004 |
| ---- | ---- | ---- | ---- | ---- | ---- | ---- | ---- |
| 919  | 1119 | 1129 | 1106 | 1117 | 1168 | 1155 | 1172 |